# Đông Thanh, thành phố Thanh Hóa
Đông Thanh là một xã thuộc thành phố Thanh Hóa, tỉnh Thanh Hóa, Việt Nam.

## Địa lý
Xã Đông Thanh nằm ở cửa ngõ phía tây bắc của thành phố Thanh Hóa trên quốc lộ 45, có vị trí địa lý:
- Phía đông giáp xã Đông Tiến
- Phía nam giáp phường Rừng Thông và xã Đông Khê
- Phía tây và phía bắc giáp huyện Thiệu Hóa.

Xã Đông Thanh có diện tích tự nhiên 5,80 km², quy mô dân số năm 2022 là 7.220 người, mật độ dân số đạt 1.245 người/km². Dân cư sinh sống tại Đông Thanh chủ yếu là người Kinh.

## Lịch sử
Xã Đông Thanh xưa được gọi là làng Cổ Bôn hay Kẻ Bôn. Thời Lý gọi là Trang Bôn. Thời Lê - Nguyễn thuộc tổng Thạch Khê, gồm bốn xã (tứ xã Bôn): Phúc Thọ, Ngọc Bôn, Ngọc Đôi, Quỳnh Bôi. Tên gọi Đông Thanh xuất hiện từ năm 1953.
Ngày 5 tháng 7 năm 1977, nhập 16 xã hữu ngạn sông Chu thuộc huyện Thiệu Hóa với huyện Đông Sơn thành huyện Đông Thiệu, xã Đông Thanh thuộc huyện Đông Thiệu. Đến ngày 30 tháng 8 năm 1982, xã trở lại thuộc huyện Đông Sơn do huyện Đông Thiệu đổi tên thành.
Năm 2018, xã Đông Thanh có 12 thôn, đánh số từ 1 đến 12. Ngày 11 tháng 7 cùng năm, Hội đồng nhân dân tỉnh Thanh Hóa khóa XVII thông qua Nghị quyết về việc sắp xếp thôn, tổ dân phố trên địa bàn tỉnh. Theo đó:
- Nhập các thôn 5, 6, 11 và 12 thành thôn Kim Bôi
- Nhập thôn 8 và thôn 9 thành thôn Ngọc Tích
- Đổi tên các thôn 1, 2, 3, 4, 7, 10 lần lượt thành các thôn Phúc Triền 1, Phúc Triền 2, Quỳnh Bôi 1, Quỳnh Bôi 2, Cần, Kiệm.

Sau sắp xếp, xã Đông Thanh có 8 thôn.
Ngày 24 tháng 10 năm 2024, Ủy ban Thường vụ Quốc hội thông qua Nghị quyết số 1238/NQ-UBTVQH15 (có hiệu lực từ ngày 1 tháng 1 năm 2025). Theo đó, sáp nhập toàn bộ huyện Đông Sơn vào thành phố Thanh Hóa, xã Đông Thanh thuộc thành phố Thanh Hóa.

## Hành chính
Xã Đông Thanh được chia thành 8 thôn: Cần, Kiệm, Kim Bôi, Ngọc Tích, Phúc Triền 1, Phúc Triền 2, Quỳnh Bôi 1, Quỳnh Bôi 2.

## Văn hóa
Xã Đông Thanh là một vùng quê nổi tiếng về truyền thống văn hóa và sự hiếu học ở xứ Thanh. Dân gian có câu: Đông Sơn tứ Bôn, Hoằng Hóa lưỡng Bột để chỉ các vùng đất học của xứ Thanh, trong đó tứ Bôn chính là vùng đất xã Đông Thanh ngày nay.

### Làng Cổ Bôn
Kẻ Bôn hay làng Cổ Bôn hay làng Bôn, là một trong những làng cổ có văn hoá truyền thống đặc sắc, nay thuộc xã Đông Thanh, thành phố Thanh Hóa.
Làng Cổ Bôn được các nhà khảo cổ học khẳng định là một trong những làng cổ ở xứ Thanh. Cổ Bôn nằm trong khu vực trung tâm làng cổ đã được hình thành, phát triển từ thời kỳ văn hóa Đông Sơn cách ngày nay hơn hai ngàn năm. Trên một doi đất cách làng mấy trăm mét, tại cánh đồng thuộc xã Đông Tiến, các nhà khảo cổ học đã phát hiện ra một dấu vết của hai khu làng cổ tồn tại từ trước khi có văn hóa Đông Sơn và cả sau khi văn hóa Hán bành trướng ở đây.
Khác với đa số các làng quê ở đồng bằng sông Mã, nơi mà người dân thường nói giọng Thanh Hóa đặc trưng với nhiều từ địa phương và một âm vực khá đơn điệu, người dân làng Bôn mặc dù vẫn sử dụng các phương ngữ Thanh Hóa nhưng giọng nói của họ khá giàu âm điệu, trầm bổng và giống với giọng nói của người làng Rủn (thuộc xã Đông Khê ngày nay).

### Trò diễn dân gian
Cổ Bôn có cảnh trí tự nhiên, môi trường sinh thái không có gì đặc biệt nhưng thuận lợi cho việc phát triển kinh tế tiểu nông và sinh hoạt văn hoá cộng đồng.
Nét đặc sắc của văn hoá cổ truyền Cổ Bôn là kho tàng văn nghệ dân gian. Cổ Bôn là nơi có khối lượng truyện dân gian và ca dao dân ca phong phú, để lại dấu ấn trong kho tàng văn hoá truyền thống xứ Thanh; nhưng đáng chú ý hơn là hệ thống trò diễn dân gian đặc sắc.
Hàng năm, làng tổ chức hội Bôn vào ngày 20 tháng Giêng. Các thôn rước thành hoàng về sinh Bôn để hội làng. Theo tục lệ cỗ cúng ở hội kẻ Bôn rất to, phải có bánh đầu tằm và bánh chưng to bằng cái mẹt, phải luộc bánh bằng vạc, mỗi vạc luộc được hai cái.
Hội Bôn hằng năm có trò Bôn, là một hệ thống năm trò diễn (ngũ trò): trò tiên cuội, trò Hoà Lan, trò Ngô, trò lăng ba khúc, trò thủy (còn gọi là các trò: ngô phường, lam phường, tiền phường, thủy phường và lăng ba khúc).
Trò Bôn do quan viên trong làng quy định, tuỳ theo tình hình năm mở hội. Nếu định chữ Thượng thì làng tổ chức đánh cờ – đám, nếu định chữ Trung thì kéo trò Bôn, nếu chữ Hạ thì chỉ làm cỗ "bò sống, lợn sống" (tạ lễ bằng thịt sống).

### Thành hoàng làng
Làng thờ 4 vị thành hoàng: Thánh Cả, Thánh Phúc, Thánh Quỳnh, Thánh He, trong đó Thánh Cả hiệu là Đế Thích (vua đánh cờ) biểu tượng của một khúc gỗ thiêng, thánh Quỳnh biểu trưng là "Con cáo luôm thuôm", thánh Phúc là một người mồ côi, thánh Hẹ là Đặng quận công Nguyễn Khải.

### Đền thờ Nguyễn Văn Nghi
Nguyễn Văn Nghi (1515–1584) người làng Cổ Bôn (nay thuộc xã Đông Thanh) là một vị danh nho thời Lê Trung hưng. Đỗ Nhất giáp Chế khoa năm Giáp Dần (1554) đời vua Lê Trung Tông, ông là thầy dạy của hai đời vua Anh Tông và Thế Tông, giữ nhiều chức vụ quan trọng suốt ba đời vua Lê. Sau khi qua đời, Nguyễn Văn Nghi được vua Lê Thế Tông truy tặng chức Thượng thư bộ Công, ban thụy hiệu Phúc Khê tướng công, cấp ruộng đất để nhân dân lập đền thờ.
Đền thờ Nguyễn Văn Nghi tại xã Đông Thanh được xây dựng từ năm 1617 đời vua Lê Kính Tông, sau đó được các đời con cháu của ông tu bổ và mở rộng. Với diện tích khoảng 3,8 ha, khu đền thờ – lăng mộ được bố trí theo kiểu "nội công ngoại quốc", gồm 2 vòng thành: thành ngoài bằng đất, thành trong bằng đá, cùng với bia đá và các hạng mục kiến trúc khác. Kiến trúc tường thành và cổng vòm bằng đá của di tích được đánh giá là độc đáo, mang nhiều nét tương tự với thành Nhà Hồ khiến ngôi đền còn được coi là một "thành Nhà Hồ thu nhỏ".
Đền thờ Nguyễn Văn Nghi được công nhận là di tích lịch sử và kiến trúc nghệ thuật cấp quốc gia theo Quyết định số 1539/VH-QĐ ngày 27 tháng 12 năm 1990 của Bộ Văn hóa – Thông tin.

### Các di tích khác
- Đền Bạch Vân Sơn thần và Phủ Mẫu: cụm di tích lịch sử – văn hoá và kiến trúc nghệ thuật cấp tỉnh,[15] nằm ở làng Quỳnh Bôi; do Đăng Quận công Nguyễn Khải xây để thờ Bạch Vân Sơn thần đã giúp ông thắng trận
- Đền Cả (thờ Đế Thích)
- Đền và Miếu Hẹ (làng Kim Bôi), còn gọi là Miễu Kim: thờ Đăng Quận công Nguyễn Khải
- Nhà thờ tiến sĩ Lưu Ngạn Quang (thời Lê có bia ghi danh tại Văn Miếu Hà Nội): thờ tại nhà ông Lưu Kham làng Kim Bôi
- Nhà thờ tiến sĩ Nguyễn Trừng (thế kỉ XVI), làng Ngọc Tích
- Nhà thờ, khu mộ, nhà bia ký các Quận công dòng họ La
- Nhà thờ, bia ký Cao Cử, đỗ tiến sĩ khoa Bính Tuất (1646), làng Ngọc Tích
- Từ đường họ Thiều, thờ Thiều Sĩ Lâm, đỗ tiến sĩ năm 1670
- Mộ và bia ký Lê Nhữ Tốn, khai quốc công thần khởi nghĩa Lam Sơn, ở làng Kim Bôi
- Văn chỉ tứ xã Bôn
- Bia cầu Ngọc Khê
- Văn bia của Phùng Khắc Khoan.[6]

## Danh nhân
- Triệu Bôn: nhà văn Việt Nam. Tên thật là Lê Văn Sửu, ở làng Kim Bôi.
- Nguyễn Văn Nghi: Thái bảo Đông các Đại học sĩ, làm Lại bộ Tả thị lang đời vua Lê Trang Tông.
- Đăng Quận công Nguyễn Khải, con của Nguyễn Văn Nghi.
- Lưu Ngạn Quang: Hoàng giáp tiến sĩ (thời Lê), ở làng Kim Bôi.
- Nguyễn Trừng: tiến sĩ thế kỉ XVI, làng Ngọc Tích.
- Cao Cử (người làng Ngọc Tích). Đỗ đệ tam giáp đồng Tiến sĩ xuất thân khoa Bính Tuất năm 1646. Ông làm quan Giám sát Ngự sử.
- Thiều Sĩ Lâm, đỗ Đệ tam giáp đồng Tiến sĩ xuất thân.
- Lê Nhữ Tốn, khai quốc công thần khởi nghĩa Lam Sơn.